# Zemětřesení v Peru 1970
Zemětřesení v Peru 1970 mělo sílu 7,9 Richterovy škály a zasáhlo pobřeží a hory v regionu Áncash v severním Peru. Následný masivní sesuv úbočí hory Huascarán zasypal 31. května 1970 město Yungay a usmrtil jeho 18 000 obyvatel.

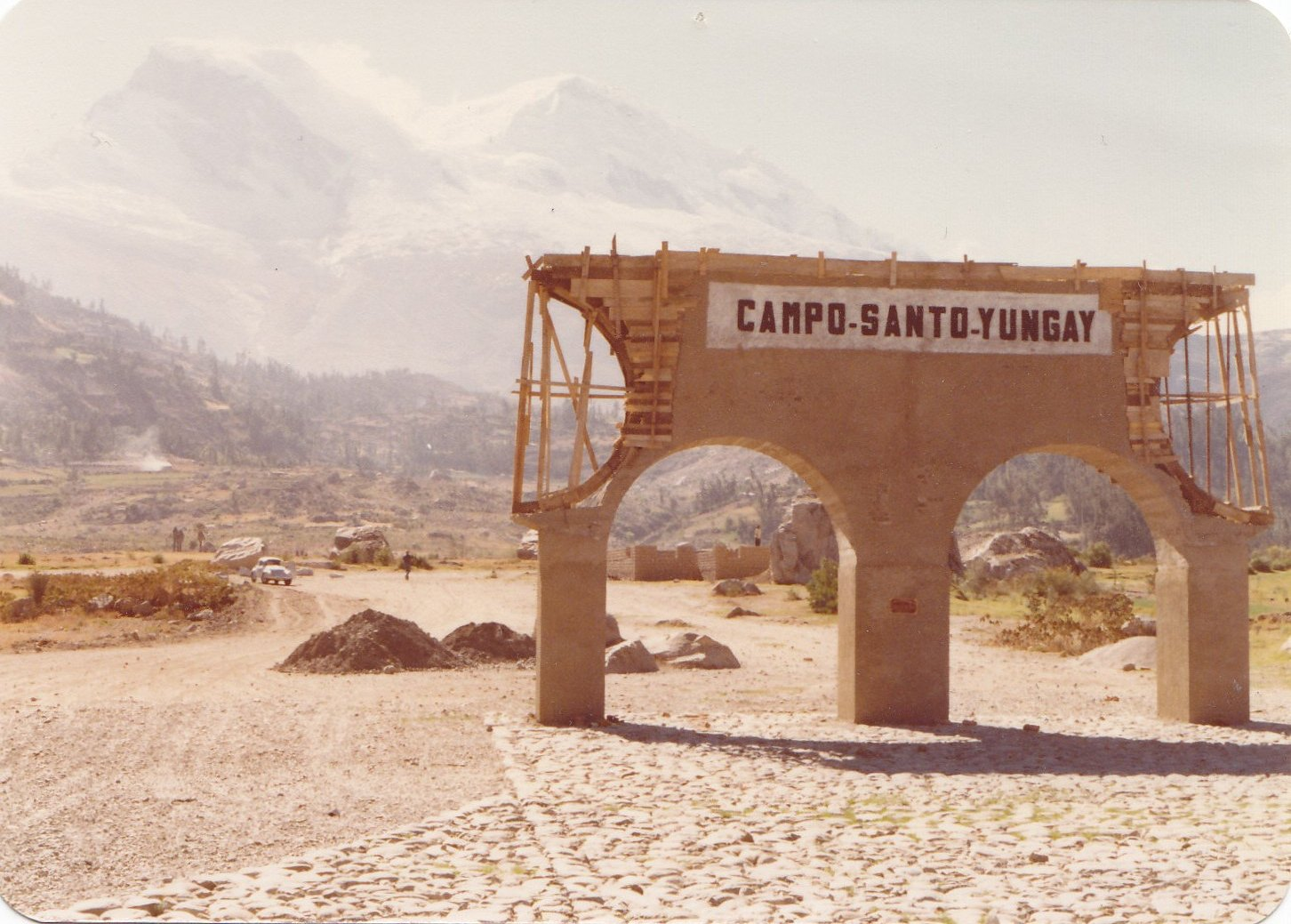
Yungay deset let po zemětřesení

Intenzitou a rozsahem katastrofy šlo o největší zemětřesení v dějinách Peru, kromě regionu Áncash byly hlášeny oběti také z regionů Huánuco, Lima a La Libertad. Postižená oblast se táhla ve 450 km dlouhém a 200 km širokém pásu podle peruánského pobřeží. Celkový počet obětí zemětřesení je odhadován mezi 66 a 70 tisíci. Mezi oběťmi zemětřesení bylo také 14 členů československé horolezecké expedice, jejichž základní tábor byl rovněž zavalen sesuvem Huascaránu.